# Smycketjuven
Smycketjuven (originaltitel Smykketyven) är en norsk-svensk-dansk långfilm från 1990. Handlingen kretar kring scenografen Jan Strøm, som står inför att frun Lillian lämnar honom för en annan man, efter att hon fått nog av hans många orohetsaffärer. För att få henne tillbaka stjäl han ett smycke från den egyptiska ambassaden.